# Enoch Arden (1915)
Enoch Arden é um filme de curta-metragem norte-americano de 1915, do gênero drama, dirigido por Christy Cabanne. É baseado no poema "Enoch Arden", de Alfred Tennyson. Cópia do filme existe na George Eastman House Motion Picture Collection.

## Elenco
- Alfred Paget - Enoch Arden
- Lillian Gish - Annie Lee
- Wallace Reid - Walter Fenn
- D. W. Griffith - Sr. Ray
- Mildred Harris - Uma criança
- Betty Marsh